# Cenicero
Cenicero – gmina w Hiszpanii, w prowincji La Rioja, w La Rioja, o powierzchni 31,76 km². W 2011 roku gmina liczyła 2092 mieszkańców.